# Hermann Kletzmayr (Politiker, 1897)

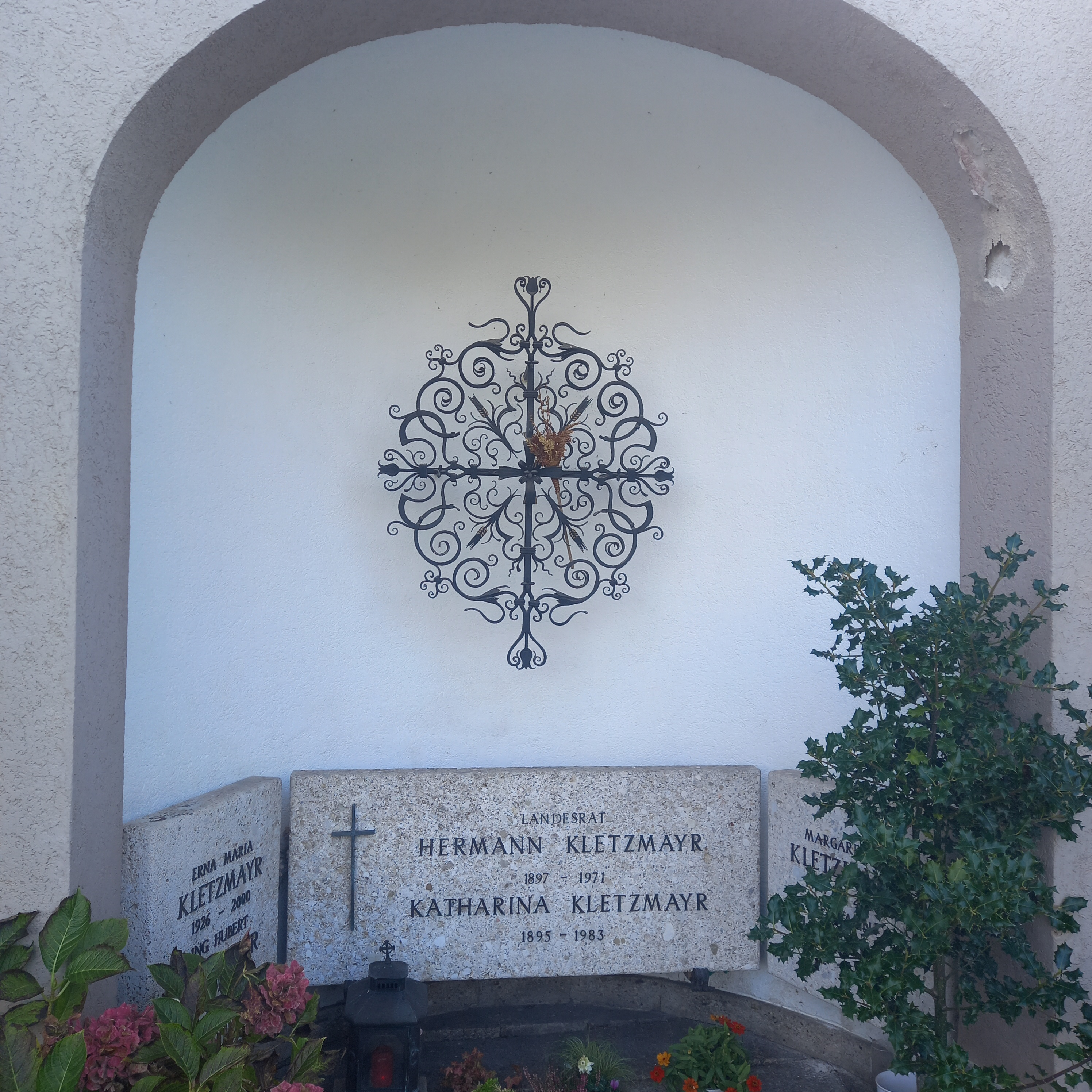
Das Grab von Hermann Kletzmayr und seiner Ehefrau Katharina geborene Donke im Familiengrab auf dem Pfarrfriedhof Urfahr in Linz

Hermann Kletzmayr (* 9. März 1897 in Garsten; † 10. Juli 1971 in Linz) war ein oberösterreichischer Politiker (ÖVP) und Beamter. Er war von 1949 bis 1961 Abgeordneter zum Oberösterreichischen Landtag und von 1954 bis 1961 Landesrat für Gewerbe, Wahlen und Vermögenssicherung in der Oberösterreichischen Landesregierung.

## Ausbildung und Beruf
Kletzmayr besuchte die Volksschule in Steyr und setzte seine Ausbildung am Kollegium Petrinum in Linz sowie am Staatsgymnasium in Ried im Innkreis fort. Er meldete sich 1915 freiwillig für den Einsatz im Ersten Weltkrieg und legte 1916 während seines Fronturlaubs die Kriegsmatura ab. Er war während des Krieges bei den oberösterreichischen Schützen sowie beim 14. Infanterieregiment eingesetzt und rüstete nach mehreren Verwundungen bei Kriegsende als Leutnant ab. Nach dem Ende des Krieges arbeitete er zwischen 1918 und 1921 bei der Steyrer Zeitung und war danach in der Sozialversicherung bei der Landwirtschaftskrankenkasse und dem Volksschutz tätig, als deren Direktor er ab 1928 fungierte. Ab 1933 war er in der Reorganisation der gewerblichen Krankenkasse für Niederösterreich involviert, 1934 wechselte er zur Oberösterreichischen Gebietskrankenkasse. Nach der Machtübernahme der Nationalsozialisten wurde er 1938 fristlos entlassen und zeitweise in „Schutzhaft“ genommen. 1939 wurde er als Reserveoffizier zum Dienst in der Wehrmacht eingezogen, wobei er in Polen, Frankreich und der Sowjetunion kämpfte. Ende 1945 kehrte er im Rang eines Hauptmanns aus der Kriegsgefangenschaft zurück. 
Nach dem Zweiten Weltkrieg war er von 1945 bis 1962 Landessekretär des Österreichischen Wirtschaftsbundes. Des Weiteren fungierte er von 1948 bis 1959 als Direktor der Meisterkrankenkasse des Handwerks für Oberösterreich in Linz und war zwischen 1954 und 1961 Präsident des Fremdenverkehrsverbandes Oberösterreich. Zudem war er ab April 1957 als Aufsichtsratsmitglied der Kohlenimport- und GroßhandelsgmbH in Salzburg aktiv.

## Politik und Funktionen
Kletzmayer war vor dem Zweiten Weltkrieg als Stadtrat in Steyr aktiv. 1945 war er Mitbegründer des Österreichischen Wirtschaftsbundes der ÖVP und von 1945 bis 1948 Mitglied des Gemeinderates der Stadt Linz. Er wurde am 5. November 1949 als Abgeordneter zum Oberösterreichischen Landtag angelobt und übernahm am 19. Oktober 1954 nach dem Ausscheiden von Franz Breitwieser auch das Amt eines Landesrates in der Oberösterreichischen Landesregierung, wobei ihm die Ressorts Gewerber, Wahlen und Vermögenssicherung unterstellt wurden. Er übte sein amt als Landesrat sowie sein Landtagsmandat bis zum 16. November 1961 aus. 

## Privates
Kletzmayr wurde als Sohn des späteren Nationalratsabgeordneten Hermann Kletzmayr und Franziska, geborene Fürthaler, geboren. Er war ab 1921 mit Katharina Donke verheiratet und Vater von drei Kindern, wobei ein Sohn im Zweiten Weltkrieg fiel. Kletzmayr wurde am Pfarrfriedhof Urfahr begraben.

## Auszeichnungen
- Großes Goldenes Ehrenzeichen für Verdienste um die Republik Österreich (1961)
- Julius-Raab-Ehrenmedaille des Österreichischen Wirtschaftsbundes